# شعب عثمان
شعب عثمان هي إحدى قرى عزلة القارة بمديرية رصد التابعة لمحافظة أبين، بلغ تعداد سكانها 172 نسمة حسب تعداد اليمن لعام 2004.